# Мікеле Джамбоно

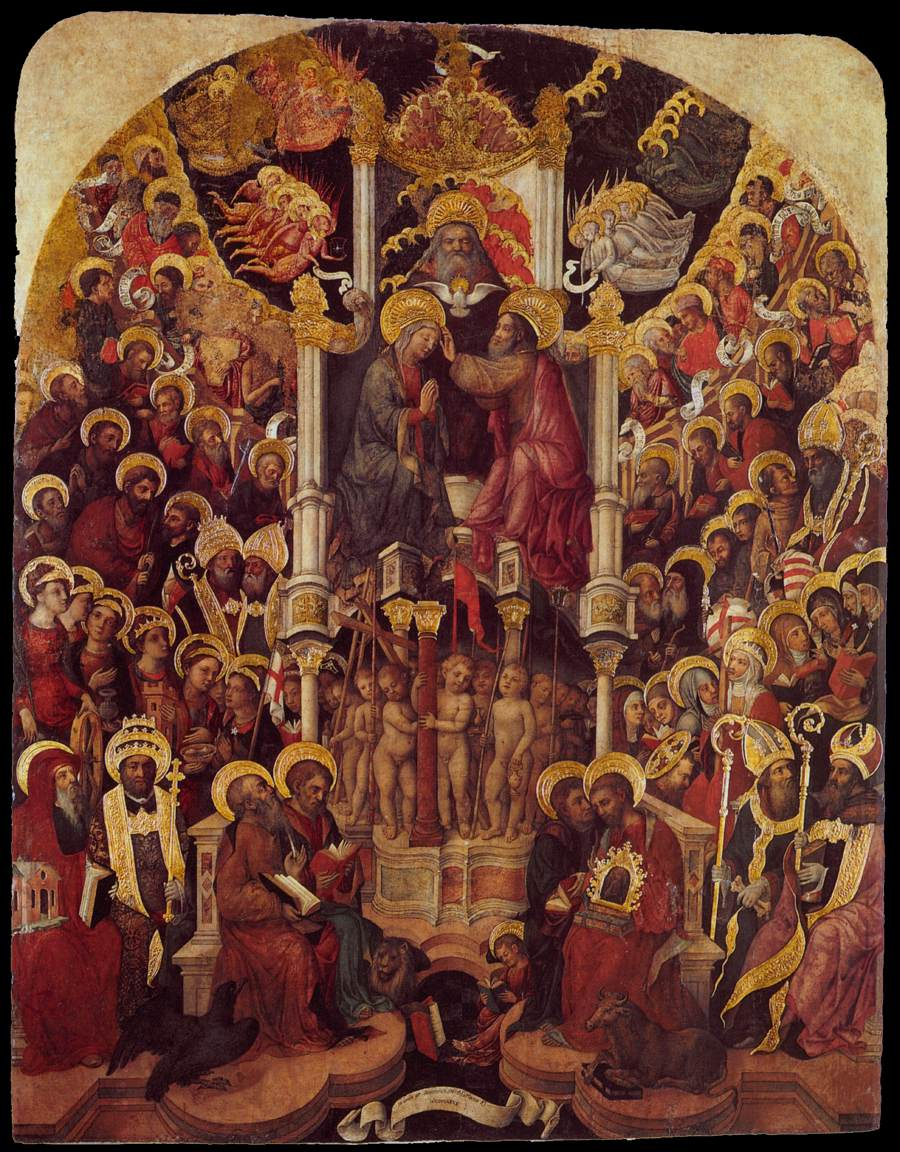
«Коронування Богоматері», бл. 1448, Галерея Академії, Венеція

Міке́ле Джамбо́но (італ. Michele Giambono; справжнє ім'я — Міке́ле ді Тадде́о Джова́нні Бо́но; бл. 1400, Венеція — 1462) — італійський живописець.

## Біографія
Справжнє ім'я — Мікеле ді Таддео Джованні Боно. Народився у Венеції. Усе його життя було пов'язане з рідним містом. Творчість Джамбоно цілком лежить в руслі пізньоготичної традиції, яскравими представниками якої були венеційські художники Якобелло дель Фйоре і Джентіле да Фабріано, які безсумнівно вплинули на живописний стиль художника. Джамбоно був байдужий до ідеалів античності, що в ті роки вже ставали популярними серед молодих художників, зокрема у Белліні.
До середини XIX століття Джамбоно був відомий переважно завдяки його мозаїкам церкви Масколі, Св. Марко, Венеція, однак пізніші дослідження приписують його пензлю цілу низку вівтарних образів, що відрізняються енергією і внутрішньою силою. 